# AfroCubism
AfroCubism est un album de musique cubaine et africaine enregistré en 2008 et 2009 à Madrid en Espagne par le guitariste cubain Eliades Ochoa et les musiciens maliens Djelimady Tounkara, Bassekou Kouyaté, Toumani Diabaté, Kassé Mady Diabaté, Lassana Diabaté et Baba Sissoko.

## Historique

### Genèse
En 1996, Nick Gold, fondateur et directeur du label World Circuit Records, avait l'intention de produire un album réunissant des musiciens de Santiago de Cuba et de Bamako au Mali, mais les guitaristes maliens Djelimady Tounkara et Bassekou Kouyate ne sont jamais arrivés à Cuba à cause de problèmes de passeports et de visas,,,,,, : « Nous avions dû envoyer nos passeports au Burkina, car il n'y avait pas d'ambassade de Cuba à Bamako », selon Tounkara et Kouyaté. Frappés du fameux visa, les passeports reviennent avec vingt jours de retard. « Quand ils sont revenus avec le sésame, l'enregistrement était terminé. Il n'y a pas eu de voyage à La Havane » pour les deux musiciens maliens.
Les producteurs Nick Gold et Ry Cooder ont alors improvisé en décidant de faire revivre l'histoire des clubs sociaux de La Havane et en demandant au guitariste cubain Eliades Ochoa de rassembler dans un studio de la ville quelques anciens musiciens de La Havane comme Ibrahim Ferrer, Rubén González, Omara Portuondo ou Compay Segundo, ce qui a donné le succès mondial Buena Vista Social Club qui s'est vendu à huit millions d'exemplaires, a remporté un Grammy, est devenu l'album de musiques du monde le plus réussi de l'histoire, a été désigné par le magazine Rolling Stone comme l'un des plus grands enregistrements du XXe siècle et a donné naissance à plus d'une douzaine d'albums solo,,,. Craig Pape, le directeur de la musique d'Amazon, a déclaré lorsqu'il a rejoint la société cette année-là : « Presque chaque boîte sortant de la porte contenait un exemplaire de l'album ».
Bassekou Kouyaté décrit sans détours ses sentiments à l'égard du Buena Vista Social Club : « J'étais jaloux ; j'étais blessé. J'aurais dû en faire partie. Mais je ne pouvais rien y faire. Et je dois féliciter Nick, parce que même après 14 ans, il a continué le projet ».
En effet, Nick Gold n'a jamais oublié l'idée afro-cubaine : « J'ai toujours eu en tête de faire ce disque Mali-Cuba. Le projet a mûri pendant douze ans, j’ai pensé à de nouveaux musiciens ». Après 14 ans et la mort de plusieurs membres de Buena Vista, il produit le disque que Buena Vista aurait pu être : AfroCubism.
« Nick Gold a déclaré que le succès surprise du Buena Vista Social Club était une raison majeure du retard du projet afro-cubain complet. À cette époque, World Circuit n'avait que trois employés, a-t-il dit, et pour capitaliser sur la popularité de l'album, le label a lancé une franchise de suites et d'albums solo qui a duré une décennie. Pendant ce temps, les musiciens africains - avec lesquels Nick Gold a travaillé sur d'autres albums - ont eu une carrière bien remplie ». Cependant, ils n'ont jamais cessé de rappeler à World Circuit qu'ils voulaient toujours avoir leur chance de faire un nouveau succès,.

### Enregistrement et production
L'album AfroCubism réunit trois musiciens qui devaient se rencontrer à La Havane en 1996 (le guitariste et chanteur cubain Eliades Ochoa, au chapeau de cow-boy, le guitariste électrique malien Djelimady Tounkara et le joueur de guitare traditionnelle malienne n’goni Bassekou Kouyate) ainsi que plusieurs autres musiciens maliens parmi lesquels le joueur de kora Toumani Diabaté et le chanteur de griot Kasse Mady Diabaté,,.
Les rangs de Buena Vista s'étant largement clairsemés après les décès de ses stars (les chanteurs Manuel "Puntillita" Licea, Compay Segundo, Ibrahim Ferrer, Pio Leyva, le pianiste Ruben Gonzalez, le contrebassiste Orlando "Cachaito" Lopez), leur absence est compensée par le groupe d'Eliades Ochoa, Cuarteto Patria, l'un des groupes les mieux notés et les plus anciens de Cuba.
AfroCubism a été aidé par un hasard du calendrier : « De passage en Espagne lors d'une tournée en décembre 2008, Eliades Ochoa et Bassekou Kouyate ont eu la même semaine de congé ; saisissant l'occasion, World Circuit a convoqué les autres dans un studio à Madrid. Ils avaient espéré simplement briser la glace, a déclaré Nick Gold. Au lieu de cela, les musiciens ont enregistré 17 chansons en cinq jours, et une session supplémentaire sept mois plus tard en a produit neuf autres »,,.
L'album AfroCubism est donc enregistré en décembre 2008 et juillet 2009 sans répétitions aux studios Sonoland à Madrid en Espagne par le guitariste cubain Eliades Ochoa et les musiciens maliens Toumani Diabaté, Kassé Mady Diabaté, Lassana Diabaté, Djelimady Tounkara, Bassekou Kouyaté et Baba Sissoko,,.
Il est produit par Nick Gold, fondateur et directeur du label World Circuit Records et enregistré et mixé par Jerry Boys,,.
Nick Gold résume par ces mots la session d'enregistrement : « Quand ils ont commencé à jouer, la musique est sortie toute seule, comme si elle attendait depuis douze ans. On a fini l'album sans que je m'en rende compte ».

### Publication
L'album sort en disque vinyle et en disque compact le 2 novembre 2010 sous les références WCD085 et WCV085 sur le label britannique World Circuit Records fondé par Nick Gold,et sur le label américain Nonesuch.

## Accueil critique
Le site AllMusic attribue 3,5 étoiles à l'album AfroCubism. Le critique James Allen d'AllMusic estime que « l'ensemble AfroCubism donne un tout nouveau sens à l'étiquette « Afro-Cubain », ce qui permet une véritable rencontre musicale entre les deux cultures ».
Pour Ben Sisario du New York Times, « AfroCubism est une fusion riche et subtile de sons africains et cubains, avec les dentelles de guitare de M. Tounkara flottant sur les guajiras et les morceaux de son cubano, et un contrepoint amical entre la kora et la guitare cubaine ».
« Une collaboration qui valait la peine d'attendre », déclare The New Yorker. 
À propos de la première chanson que l'ensemble a enregistrée (Al Vaivén de Mi Carreta), Nick Gold fondateur et directeur du label World Circuit Records, a déclaré : « Dès que tout cela a commencé à se mettre en place avec Djelimady qui joue de la guitare électrique et le rôle de Bassekou qui arrive, la kora et le balafon qui se fondent, j'étais au pays des rêves. J'étais assis là et je me disais : C'est parfait ». « Après tant d'attente, la réunion a été facile et spontanée. Ils n'avaient jamais joué ensemble mais une fois qu'ils ont commencé à le faire, la musique est sortie et a commencé à couler ». Il ajoute : « Il y a plus de répertoire malien que dans l'idée originale. Cette collaboration me semble plus radicale et substantielle ».
Pour Robin Denselow du Guardian, « AfroCusbim est un album qui rend presque justice à leurs considérables talents. Ils ont enregistré un album élégant et délicatement exquis, qui rappelle que si les Maliens sont à l'aise pour jouer des chansons cubaines - qui sont populaires depuis des décennies dans toute l'Afrique de l'Ouest - les Cubains ne sont pas aussi familiers avec la tradition des griots. Mais la collaboration fonctionne. Il y a des morceaux très variés et de grande classe, de Tounkara qui montre ses talents de guitariste sur Djelimady Rumba et sur le morceau cubain La Culebra, à Bassekou et Ochoa qui mélangent des influences maliennes et cubaines dans leur reprise de Jarabi, et Bassekou, Toumani et Ochoa qui fournissent une improvisation délicate autour de la Guantanamera. Si ces grands musiciens restent ensemble, ils sont sûrement capables de faire encore plus ».
Pour Marisol Garcia, du journal espagnol Capital, « le répertoire est moins dansant que celui du Buena Vista Social Club » mais « les duos entre Eliades Ochoa et Toumani Diabaté sont un luxe sans précédent dans l'histoire ».
Jon Lusk de la BBC estime que « ces musiciens semblent avoir surmonté des différences culturelles considérables et généré ensemble une bonne alchimie ».
Pour les Inrockuptibles « l'album a été enregistré dans les conditions du live, tout le monde en cercle autour des micros, et ce partage équilibré de la musique s'entend. La découverte est réciproque, l'échange fructueux. Moins cubique que sphérique, la musique d'AfroCubism plane sur un vent chaud, en toute latitude, enfin délivrée des visas ».

## Récompenses
En décembre 2011, AfroCubism est nommé aux Grammy Awards 2012 dans la catégorie « Meilleur album de musique du monde »,.

## Titres
« Les sons proviennent d'endroits éloignés, mais ils ont des liens historiques étroits. La musique latine était très populaire en Afrique de l'Ouest au milieu du XXe siècle. Dans les années 1960, le Mali, qui venait d'accéder à l'indépendance, a établi des liens politiques et culturels étroits avec Cuba, le gouvernement malien encourageant ses musiciens à étudier et à adopter les styles musicaux cubains. ». « En 1960, après son indépendance de la France, le président malien Modibo Keïta a introduit le socialisme à parti unique, ce qui a fait de Fidel Castro un allié proche et a entraîné une promotion active de la musique cubaine dans tout le Mali » jusqu'au coup d'état militaire qui a renversé Keïta en 1968.
Mais comme le souligne Djelimady Tounkara, il existe également des liens ancestraux plus profonds : « La musique cubaine a des racines africaines. C'est en fait la même musique. La seule différence est technique, le rythme est le même ».
« La première chanson que l'ensemble a enregistrée est Al Vaivén de Mi Carreta (Le balancement de ma charrette), qui figurait au répertoire des sessions originales de Buena Vista mais n'a pas été enregistrée à l'époque. Il s'agit d'une guajira (chanson rurale), au rythme lent et chantant, menée par la guitare acoustique. Dans la version AfroCubism, elle comporte des solos à la kora, à la guitare électrique et au balafon (xylophone) ». Jon Lusk de la BBC souligne qu'« Eliades Ochoa ouvre le chant avec interprétation magnifiquement détendue d'Al Vaivén De Mi Carreta, une chanson qu'il avait déjà enregistrée avec son compositeur, le troubadour cubain Ñico Saquito. Dans une attitude symbolique habile, l'autre chanteur principal, Kasse-Mady Diabaté, prend la relève dans la deuxième partie du morceau, modérant son ton habituellement sévère de griot pour s'adapter à l'ambiance ».
L'album comprend les quatorze morceaux suivants, :
| 1.    | Mali Cuba                      | Toumani Diabaté                         | 5:38 |
| 2.    | Al Vaivén De Mi Carreta        | Ñico Saquito                            | 5:00 |
| 3.    | Karamo                         | Bassekou Kouyate                        | 6:56 |
| 4.    | Djelimady Rumba                | Djelimady Tounkara                      | 3:11 |
| 5.    | La Culebra                     | Benny Moré                              | 3:34 |
| 6.    | Jarabi                         | Toumani Diabaté                         | 5:57 |
| 7.    | Eliades Tumbao 27              | Eliades Ochoa                           | 1:17 |
| 8.    | Dakan                          | Baba Sissoko                            | 2:15 |
| 9.    | Nima Diyala                    | Djelimady Tounkara                      | 3:36 |
| 10.   | A la Luna Yo Me Voy            | Eliades Ochoa                           | 4:00 |
| 11.   | Mariama                        | Bassekou Kouyate, Eliades Ochoa         | 4:00 |
| 12.   | Para Los Pinares Se Va Montoro | Francisco Repilado, Lorenzo Hierrezuelo | 4:14 |
| 13.   | Benséma                        | Kasse Mady Diabaté                      | 4:58 |
| 14.   | Guantanamera                   | Joseíto Fernández                       | 4:05 |
| 58:33 |                                |                                         |      |

## Musiciens

### Musiciens cubains
- Eliades Ochoa : guitare acoustique
- Osnel Odit : guitare acoustique
- Virgilio Valdés : maracas
- Jorge Maturell : congas
- José Ángel Martínez : contrebasse
- Eglis Ochoa : maracas, güiro, chœurs

### Musiciens maliens
- Toumani Diabaté : kora
- Kassé Mady Diabaté : chant
- Lassana Diabaté : balafon (sorte de xylophone)
- Djelimady Tounkara : guitare électrique
- Bassekou Kouyaté : n’goni (guitare traditionnelle malienne)
- Baba Sissoko : tama (« le tambour parlant »)